# Alessandro Frigerio
Pour les articles homonymes, voir Frigerio.
Alessandro « Mucho » Frigerio, né le 15 novembre 1914 à Tumaco en Colombie et mort le 10 janvier 1979, est un joueur et entraîneur de football suisse.

## Biographie
Frigerio a évolué sous les couleurs des Young Fellows Zurich, du Havre AC, du FC Lugano (où il finit meilleur buteur du championnat de Suisse de football 1941-1942 avec 23 buts), et de l'AC Bellinzone. Il a aussi été sélectionné dix fois en équipe de Suisse de football en inscrivant un but.
Il a ensuite entraîné en 1948 et 1951 le FC Chiasso.
Alessandro Frigerio décède le 10 janvier 1979.